# Bhutanitis ludlowi
Ладлоуов бутански ластин репак (лат. Bhutanitis ludlowi, енгл. Ludlow's Bhutan swallowtail) је инсект из реда лептира (лат. Lepidoptera) и породице једрилаца (лат. Papilionidae).

## Распрострањење
Ареал врсте је ограничен на једну државу. Бутан је једино познато природно станиште врсте.

## Угроженост
Ова врста се сматра рањивом у погледу угрожености врсте од изумирања.